# Reformierte Kirche Erlinsbach

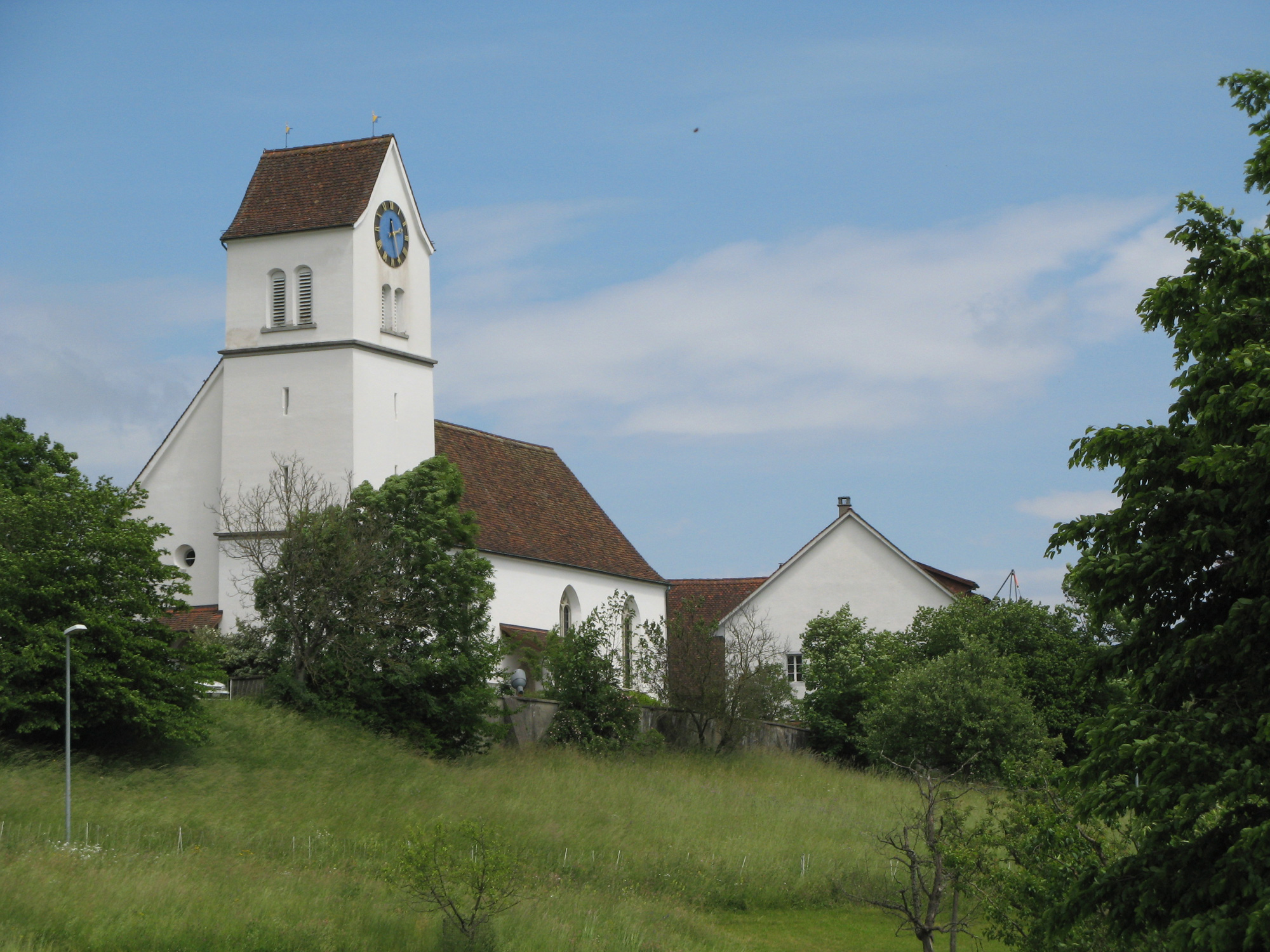
Reformierte Kirche Erlinsbach

Die reformierte Kirche Erlinsbach  ist die reformierte Dorfkirche der beide Erlinsbach umfassenden Kirchgemeinde Erlinsbach und liegt in der aargauischen Gemeinde Erlinsbach im Kanton Aargau.

## Geschichte
Das Dorf Erlinsbach liegt beiderseits des Erzbachs, gehörte aber bereits im Spätmittelalter zu zwei verschiedenen Herrschaftsbereichen: rechts des Bachs zu Solothurn, links des Bachs zu Bern. Als Bern im Jahr 1528 die Reformation einführte und diese auch in ihren Untertanengebieten durchsetzen wollte, kam es wiederholt zum Streit über die Nutzung der bestehenden Kirche im solothurnischen Niedererlinsbach, das zusammen mit Obererlinsbach katholisch geblieben war. Bern hatte vom aufgehobenen Kloster Königsfelden den Kirchensatz übernommen, der auch den solothurnischen Teil umfasste.
1563 konnte das Problem gelöst werden, indem die Kirche in Niedererlinsbach katholisch blieb und Solothurn für sein Gebiet den Kirchensatz erwarb, während Bern im aargauischen Erlinsbach eine neue reformierte Kirche errichten liess. Die Gemeinde stellte Bauplatz und Baumaterial zur Verfügung, zudem errichtete sie das Pfarrhaus. 1565 konnte die neue Kirche bezogen werden. Im Jahr 1916 ging das Kirchenschiff von der Einwohnergemeinde in den Besitz der reformierten Kirchgemeinde Erlinsbach AG über. 1965 erfolgte eine Erweiterung durch den Bau eines Annex.

## Bau und Ausstattung
Die geostete, im spätgotischen Stil erbaute Kirche steht am Südhang des Hügelsporns Haslen inmitten des Friedhofs. Kirche, Pfarrhaus und Pfarrscheune bilden dabei eine zusammenhängende Gebäudegruppe. Das Kirchenschiff hat einen rechteckigen Grundriss und stellt den ersten Versuch auf Aargauer Boden dar, eine Predigtkirche ohne Chor zu bauen. Über den Baukörper spannt sich ein Satteldach, der Grundriss des gedrungen wirkenden Kirchturms ist fast völlig in das Schiff einbezogen. Der Turm besitzt ein quer zum Schiff gestelltes Satteldach und wird durch zwei Gurtgesimse profiliert.
1674 erhielt die Kirche die erste Glocke und 1936 eine Kirchturmuhr. Heute finden sich fünf Glocken im Kirchturm, eine von 1690 und vier aus dem Jahr 1932. In der Kirche finden sich zwei 1573 von Heinrich Leu aus Bern gestaltete Standesscheiben und ein Auferstehungsfenster von Werner Sommer aus dem Jahre 1965. Die Orgel von Kuhn Orgelbau wurde 1946 erbaut und 1966 durch die Erbauerwerkstatt erweitert. 